# Mary Anna Draper

John White Alexander, Mary Anna Palmer Draper (1839–1914), 1888, New York Public Library

Mary Anna Draper, auch bekannt als Mary Anna Palmer Draper, (* 19. September 1839; † 8. Dezember 1914) war eine Amerikanerin, bekannt für ihre Arbeit mit ihrem Mann, Henry Draper, mit astronomischer Fotografie und Forschung. Sie half bei der Gründung des Mount Wilson Observatoriums und schuf eine Auszeichnung für astronomische Forschung, die Henry Draper-Medaille der National Academy of Sciences.

## Leben
Mary Anna Palmer wurde 1839 in Stonington, Connecticut, als Tochter von Mary Ann Suydam und Courtlandt Palmer geboren. Ihr Vater war Kaufmann und Immobilieninvestor. Bei seinem Tod 1874 hinterließ er ihr und ihren drei Brüdern ein großes Vermögen.
Im Jahr 1867 heiratete sie Henry Draper, einen Arzt und Professor für Chemie und Physiologie an der Universität der Stadt New York, der heutigen New York University. Er interessierte sich besonders für Astrospektroskopie und war ein erfahrener Amateurastronom.

## Karriere
Draper entwickelte bei ihrem Mann ein Interesse an der Astronomie, das Ehepaar machte die ersten Aufnahmen des Spektrums eines Sterns mit einem großen Teleskop, das Henry 1872 in seiner Sternwarte in der Nähe ihres Sommerhauses in Hastings-on-Hudson, New York, baute. Das Paar reiste nach Rawlins, Wyoming, um 1878 eine Sonnenfinsternis zu beobachten. Fünfzehn Jahre lang arbeiteten die Drapers gemeinsam an Beobachtungen, Fotografien und Laborarbeiten. Dabei wurde sie zu einer erfahrenen Technikerin.
Nach dem Tod ihres Mannes 1882 schenkte sie ihre Ausrüstung dem Harvard College Observatorium und stiftete das Henry Draper Memorial, um die Fortsetzung ihrer Forschung zu finanzieren. Obwohl sie nicht mehr aktiv forschte, besuchte sie das Observatorium regelmäßig, um sich über den Fortschritt der Forschung zu informieren. Die von ihr gespendeten Gelder ermöglichten es Edward Charles Pickering von der Universität, Sterne auf der Grundlage von Merkmalen zu klassifizieren, die in Fotografien der Spektren von Sternen zu finden sind. Ihr Einfluss hat dazu geführt, dass an der Sternwarte Astronominnen arbeiteten; unter ihnen Henrietta Swan Leavitt, deren Arbeit über Cepheiden dazu führte, dass diese als wichtige galaktische Entfernungsindikatoren verwendet werden.
Sie schuf einen Preis für astronomische Forschung, die Henry-Draper-Medaille, und half bei der Gründung des Mount Wilson-Observatoriums. Sie veranstaltete wissenschaftliche Vorträge und Ausstellungen in ihrem Heimatlabor und blieb bis zu ihrem Tod an Lungenentzündung 1914 in New York City.
Nach ihrem Tod vermachte sie dem Metropolitan Museum of Art in ihrem Namen ihre umfangreiche Sammlung ägyptischer Artefakte, klassische Antiquitäten, Wandteppiche, 22 Miniaturmalereien und andere Kunstwerke. Sie vermachte zudem ein Vermächtnis für die weitere Forschung am Harvard-Observatorium.